# Дженуин, Магда
Магда Дженуин (итал. Magda Genuin, род. 17 июня 1979, Агордо, Венеция) — известная итальянская лыжница, победительница этапов Кубка мира, участница трёх Олимпиад. Специалистка спринтерских гонок, предпочитает свободный стиль передвижения на лыжах.
В Кубке мира Дженуин дебютировала в 2000 году, в январе 2009 года одержала свою первую победу на этапе Кубка мира. Всего на сегодняшний момент имеет 2 победы на этапах Кубка мира, обе в командном спринте. Лучшим достижением Дженуин в общем итоговом зачёте Кубка мира является 21-е место в сезоне 2008-09.
На Олимпиаде-2002 в Солт-Лейк-Сити заняла 22-е место в спринте.
На Олимпиаде-2006 в Турине стала 48-й в гонке на 10 км и 19-й в спринте.
На Олимпиаде-2010 в Ванкувере стартовала в двух гонках: спринт — 5-е место, командный спринт — 4-е место.
За свою карьеру принимала участие в трёх чемпионатах мира, но медалей на них не завоёвывала, лучший результат — 6-е место в эстафете на чемпионате-2007 в Саппоро.
Использовала лыжи и ботинки производства фирмы Rossignol.